# Kystlink

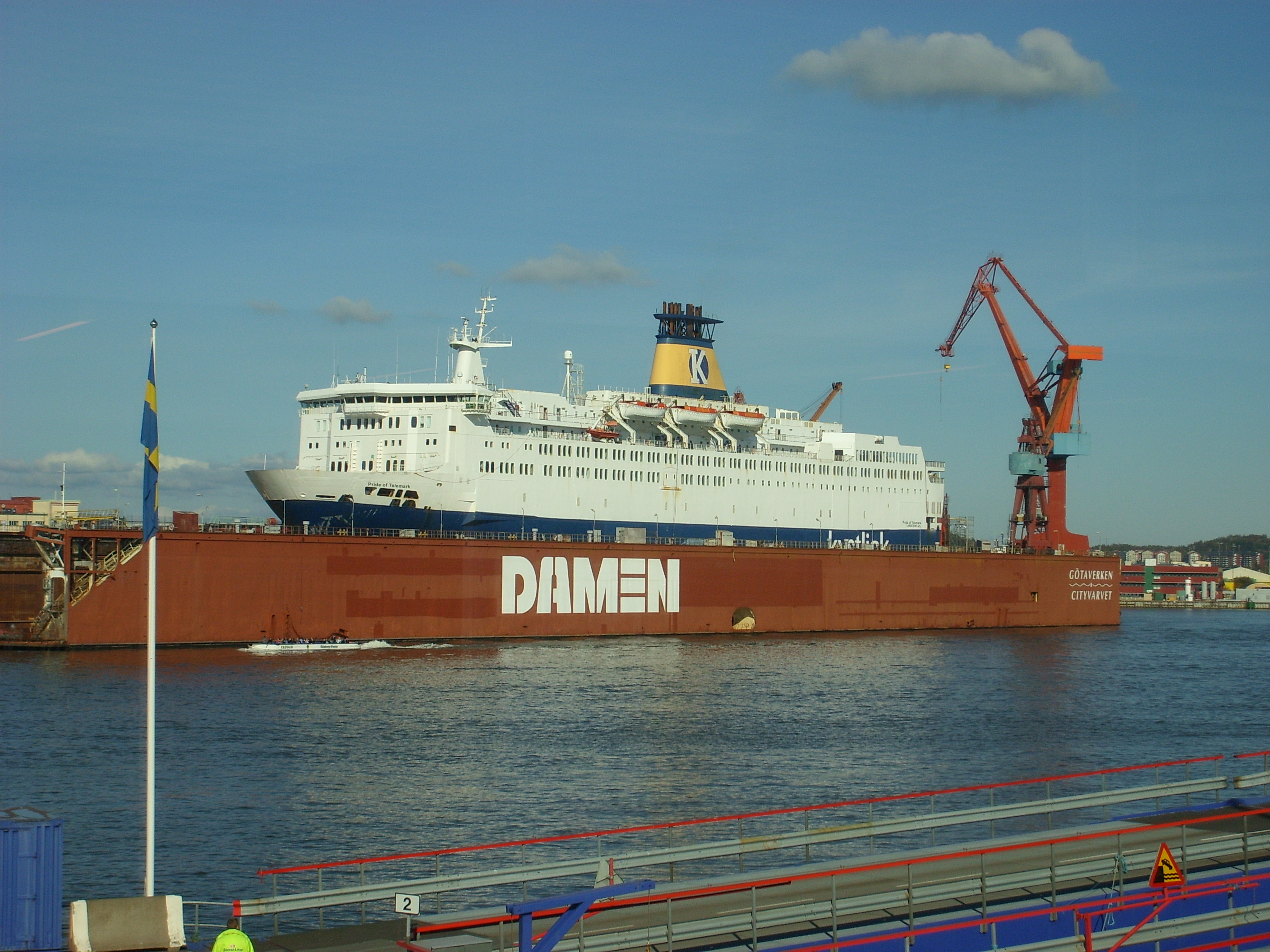
Pride of Telemark dockad i Göteborg, 6 september 2007

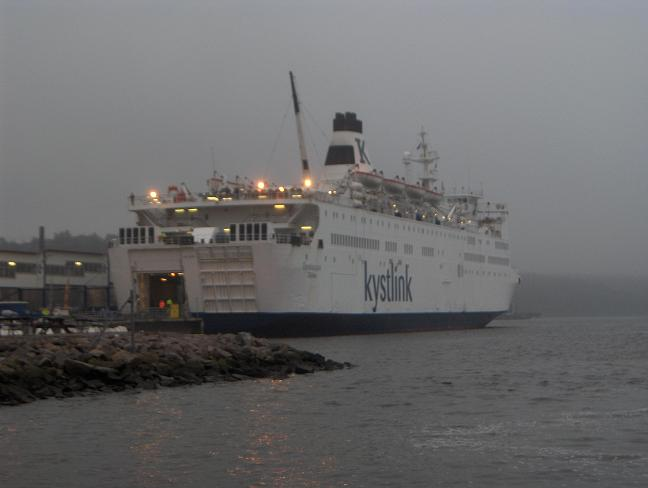
Fantaasia i Strömstad, februari 2008

Kystlink var ett norskt rederi som från 2006 bedrev färjetrafik mellan Strömstad i Sverige, Langesund i Norge och Hirtshals i Danmark fram till i oktober 2008. Rutten trafikerades från början av fartyget M/S Pride of Telemark som ägdes av Taubåtskompaniet A/S. Dagtid trafikerades sträckan Langesund-Strömstad och kvälls/nattetid Langesund-Hirtshals. Hösten 2008 ändrades rutten till Langesund-Strömstad-Hirthals-Langesund för att bland annat bli mer attraktiv för godstransporter.
Fram till oktober 2008 användes färjan M/S Kongshavn.
Rederiet hade sitt huvudkontor i Langesund.
Den 21 oktober 2008 ställdes all trafik in efter en tids ekonomiska problem. Rederiet hade problem att hitta finansiärer som kunde skjuta in medel för fortsatt verksamhet.
I början av 2009 bildades bolaget Kyst Line av som hade för avsikt att återuppta trafiken mellan i första hand Langesund och Strömstad. Viss personal från Kystlink knöts till projektet. Premiärturen planerades från början till 1 mars 2010 för att i januari 2010 skjutas upp till obestämt datum.

Mellan den 11 september och 11 december 2007 efter en grundstötning i Hirtshals hamn låg all trafik nere för Kystlink. Pride of Telemark bogserades efter pumpning till Cityvarvet i Göteborg för omfattande reparation. 
Pride of Telemarks ersättningsfärja M/S Fantaasia planerades att sättas i trafik i november 2007. Dock fördröjdes detta efter att skeppet belades med nyttjadeförbud av Sjöfartsinspektionen p.g.a. en rad säkerhetsbrister. Bristerna åtgärdades och fartyget kunde sättas i trafik 11 december. M/S Fantaasia var inchartrerad från Tallink.
Våren 2008 förvärvade Kystlink M/S Fantaasia och i samband med köpet döptes fartyget om till M/S Kongshavn.